# Новогригоровка (Межевский район)
Новогриго́ровка (укр. Новогригорівка) — село,
Новогригоровский сельский совет,
Межевский район,
Днепропетровская область,
Украина.
Код КОАТУУ — 1222685201. Население по переписи 2001 года составляло 405 человек.
Является административным центром Новогригоровского сельского совета, в который, кроме того, входят сёла
Водолажское,
Красногоровка и
Юрьевка.

## Географическое положение
Село Новогригоровка находится на правом берегу реки Бык,
выше по течению на расстоянии в 1 км расположено село Юрьевка,
на противоположном берегу — село Водолажское.

## История
- 1921 — дата основания.